# Арцана
А̀рцана (на италиански: Arzana; на сардински: Àrthana, Артана) е малко градче и община в Южна Италия, провинция Нуоро, автономен регион и остров Сардиния. Разположено е на 672 m надморска височина. Населението на общината е 2483 души (към 2010 г.).
До 2005 г. общината е част от провинция Нуоро.